# A Woman's Secret (1949)
A Woman's Secret (bra: A Vida Íntima de uma Mulher; prt: O Íntimo Segredo de uma Mulher) é um filme noir estadunidense de 1949, do gênero drama, dirigido por Nicholas Ray, e estrelado por Maureen O'Hara, Melvyn Douglas, Gloria Grahame e Bill Williams. O roteiro de Herman J. Mankiewicz foi baseado no romance "Mortgage on Life" (1946), de Vicki Baum.
A trama retrata a história de uma cantora popular que repentinamente perde sua voz e precisa ser substituída no clube em que trabalha, mas que se torna uma suspeita quando a substituta sofre uma tentativa de assassinato.

## Sinopse
Uma cantora popular, Marian Washburn (Maureen O'Hara), perde inexplicavelmente sua voz, o que causa tumulto no clube onde se apresenta. Seu leal pianista, Luke Jordan (Melvyn Douglas), preocupado, ajuda a promover uma nova cantora mais jovem, Susan Caldwell (Gloria Grahame), para substituí-la temporariamente. Susan encontra algum sucesso inicial, mas decide deixar o clube após algumas apresentações. Logo após sua saída, ela sofre uma tentativa de assassinato, e Marian rapidamente se torna uma suspeita.

## Elenco
- Maureen O'Hara como Marian Washburn
- Melvyn Douglas como Luke Jordan
- Gloria Grahame como Susan Caldwell / Estrellita
- Bill Williams como Lee Crenshaw
- Victor Jory como Brook Matthews
- Mary Philips como Sra. Mary Fowler
- Jay C. Flippen como Jim Fowler, o inspetor policial
- Robert Warwick como Roberts, o promotor assistente
- Curt Conway como Doutor
- Ann Shoemaker como Sra. Matthews, a mãe de Brook
- Virginia Farmer como Mollie, a empregada doméstica
- Ellen Corby como Enfermeira
- Emory Parnell como Tenente de Polícia

## Produção
Os títulos de produção do filme foram "Mortgage on Life" e "The Long Denial". Howard Hughes, chefe de produção da RKO Pictures, foi o responsável pela escolha do título final. O romance "Mortgage on Life", de Vicki Baum, no qual o roteiro do filme foi baseado, foi serializado na revista Collier sob o título "The Long Denial" entre 1º e 22 de junho de 1946.
Jacques Tourneur foi inicialmente escalado para ser o diretor, mas recusou participar por problemas em sua agenda. Maureen O'Hara só concordou em participar da produção apenas para cumprir a obrigação contratual de estrelar um filme por ano com a RKO Pictures.

## Recepção
O filme um fracasso de bilheteria e, na época, não foi bem recebido pela crítica especializada – o próprio diretor, Nicholas Ray, ficou insatisfeito com o resultado.
Quando o filme foi lançado, a equipe da revista Variety deu uma crítica mista, escrevendo: "Há muito mistério não intencional sobre A Woman's Secret para ser qualquer coisa além de um entretenimento irregular ... O'Hara entrega uma interpretação direta de si mesma. Grahame sofre com a desvantagem da maquiagem ruim e do penteado desfavorável, e Douglas está muito exagerado como o amigo pianista. Flippen se destaca como o detetive, elevando suas cenas, assim como Mary Phillips como sua esposa, uma detetive particular amadora".
Recentemente, o crítico de cinema Dennis Schwartz também massacrou o filme, escrevendo: "Nicholas Ray (Rebel Without a Cause/In a Lonely Place/Born to Be Bad) pega um 'filme de mulher' rotineiro e o transforma em um filme noir um tanto peculiar, usando algumas de suas nuances perversas para animar a história árida. Embora tenha sido feito antes de They Live by Night, a estreia 'oficial' de Ray, A Woman's Secret foi lançado depois (o novo chefe de estúdio da RKO, Howard Hughes, adiou a data de lançamento sem motivo aparente, mas quando foi lançado, o filme perdeu dinheiro porque não conseguiu capitalizar o atual impulso da carreira de Gloria Grahame, que rapidamente desapareceu) ... No final, as coisas se desenrolam. Mas é resolvido de uma maneira tão hesitante e pouco convincente que a bagunça arrumada ainda exala um cheiro terrível".
No Rotten Tomatoes, site agregador de críticas, 43% das 7 críticas do filme são positivas, com uma classificação média de 5/10.

### Bilheteria
A produção fez o estúdio perder dinheiro, com um prejuízo de US$ 760.000.